# Willem de Zwijger College

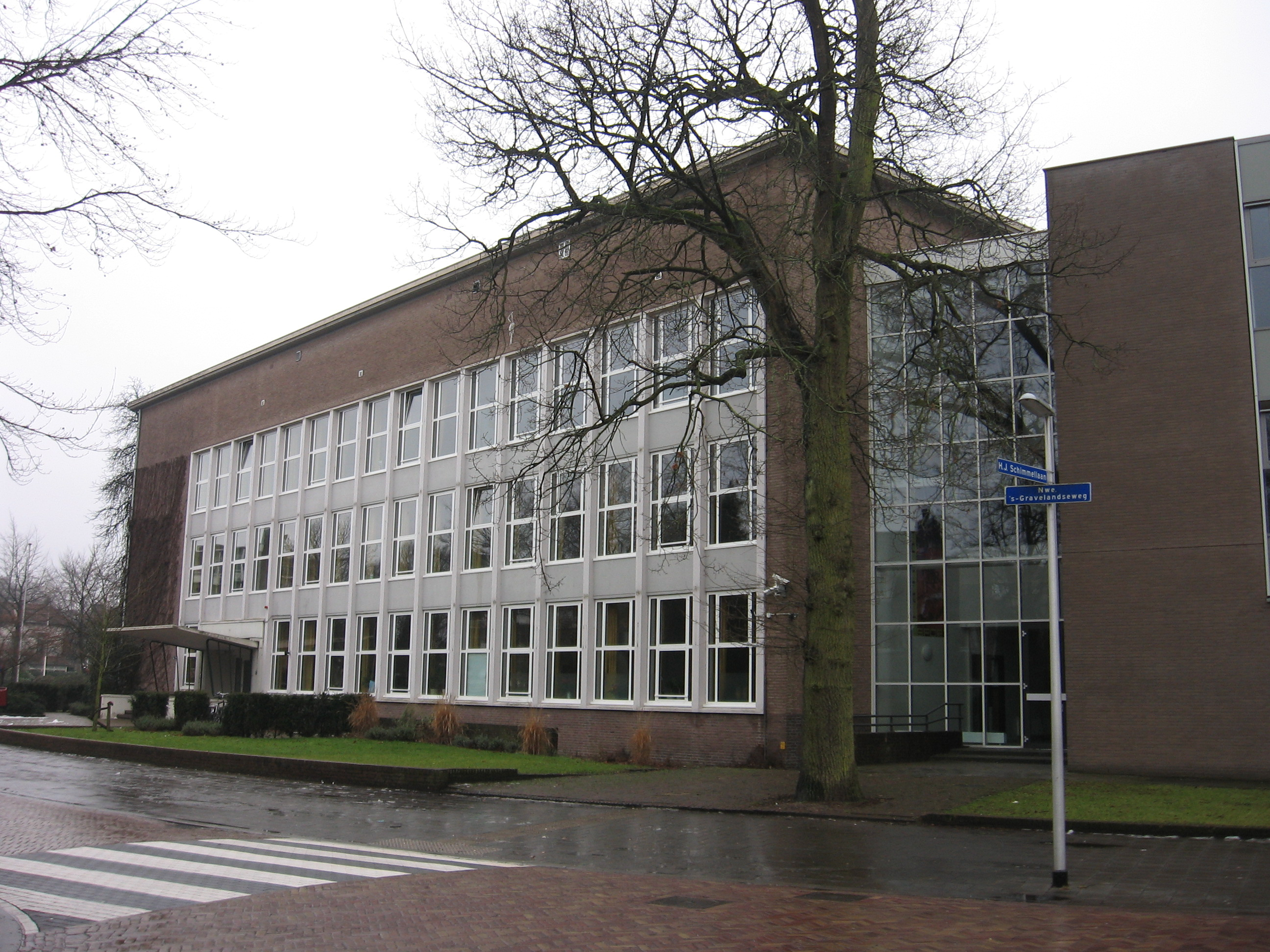
Willem de Zwijgercollege in Bussum

Het Willem de Zwijger College, kortweg ook Het Willem genoemd, is een onderwijsinstelling in Bussum voor havo en vwo (Gymnasium en Atheneum). Het bestuur van de school wordt gevormd door de Stichting Interconfessioneel Voortgezet Onderwijs in het Gooi (SIVOG), die ook het Bussumse Sint-Vituscollege bestuurt.

## Geschiedenis
De school werd opgericht op 24 april 1920 als lyceumafdeling van de Luitgardeschool, een kostschool voor meisjes met een driejarige hbs en een bovenbouw met extra talen en huishoudelijke vakken. In 1923 werden ook jongens toegelaten en verviel de naam van de meisjesschool. De school heette nu het (Christelijk) Lyceum. De school was gevestigd in Villa Nieuwburg in Bussum op Nieuwe 's-Gravelandseweg 12 (oude nummering, in 1930 gewijzigd in 38). In 1925 en 1934 werd de villa uitgebreid met flinke aanbouwen. 
In 1942 vorderden de Duitse bezetters het gebouw. Het duurde tot 1946 voordat de school hersteld was en weer in gebruik kon worden genomen. In 1955 werd de villa gesloopt, het hoofdgebouw gedeeltelijk vernieuwd en aanmerkelijk vergroot. De naam werd gewijzigd in Willem de Zwijger College. Verdere verbouwingen en uitbreidingen vonden plaats in 1974, 1979 en 1994. In 2007 werd de in 1974 gebouwde aula/gymzaal gesloopt en vervangen door een gebouw waarin boven een aula/gymzaal twee verdiepingen met lokalen werden toegevoegd.
De school behoort tot de UNESCO-scholen. Een leerling van de school heeft deelgenomen aan het ICH project van Unesco en de havo doet meerdere projecten met Unesco. Verder neemt Het Willem deel aan het internationale uitwisselingsprogramma Erasmus PlusProject Co-Pilots met leerlingen uit Turkije, Hongarije, Italië en Spanje.
In 2022 is er een voorgenomen fusie tussen het Willem de Zwijger College en de Vitusmavo in Naarden.

## Bekende oud-leerlingen
- Daniël Arends
- Floris Bakels
- Paul Biegel
- Dorret Boomsma
- Ruud Douma
- Willem Duys
- Iris Enthoven
- Rudolf Geel
- Jaap Glasz
- Philip Huff
- Marc Klein Essink
- Theo Kroeze
- Johnny de Mol
- Ank van der Moer
- Willem van de Sande Bakhuyzen
- Wim T. Schippers
- Aimée Söhngen
- Iris Stobbelaar
- Ed van Thijn
- Frans Willem Verbaas
- Mom Wellenstein
- Aart Zeeman

## Bekende oud-docenten
- Hans Hillen (maatschappijleer)
- Nen van Ramshorst (Nederlands 1998-2011)
- Aat Vis (geschiedenis 1946-1970)